# Cieśnina Bali

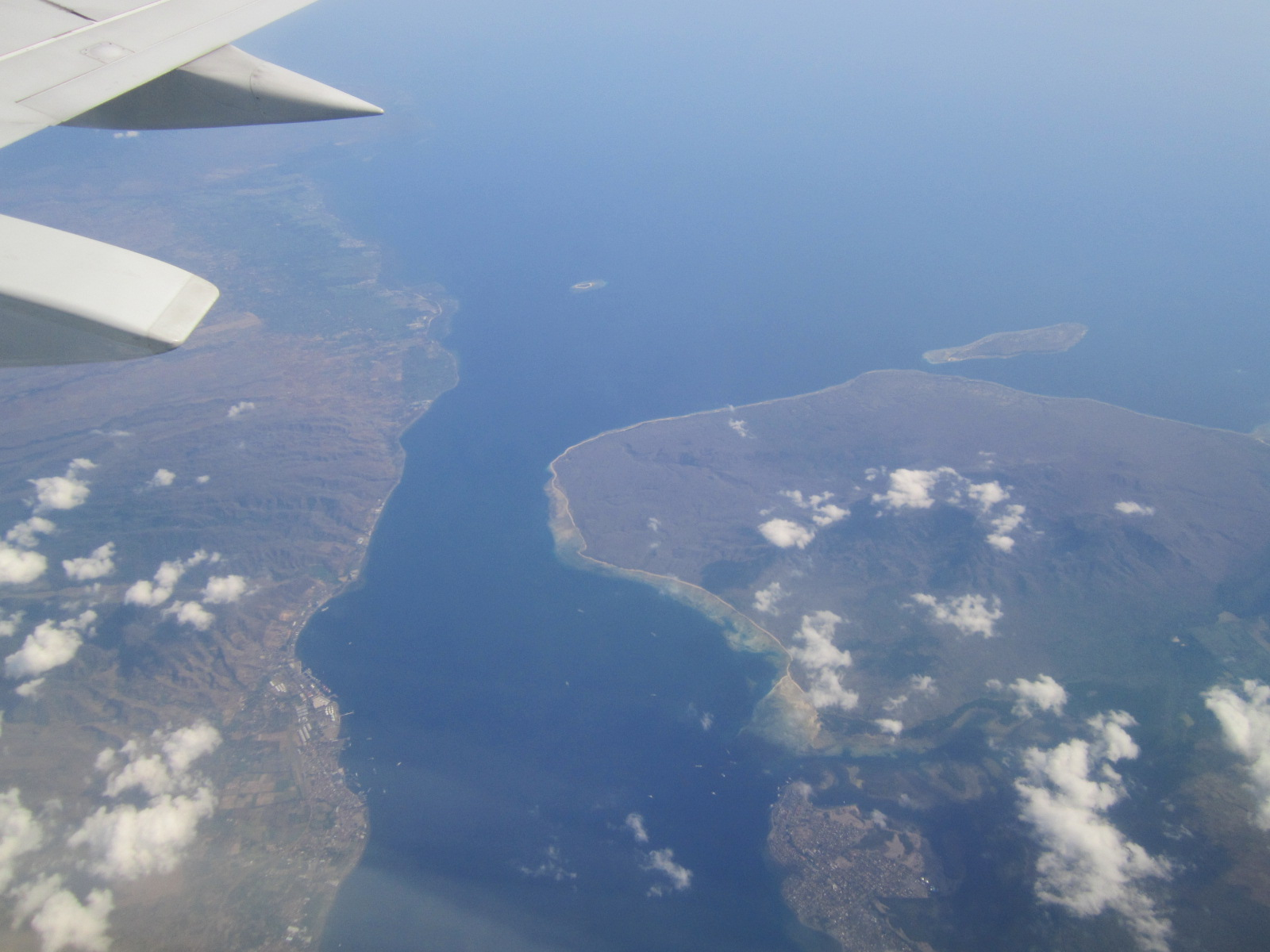
Cieśnina Bali; po lewej Jawa, po prawej wyspa Bali

Cieśnina Bali (indonez. Selat Bali) – cieśnina w Indonezji o długości ok. 15 km, minimalnej szerokości 2,5 km, łącząca Morze Balijskie z Oceanem Indyjskim. Oddziela wyspy Jawa i Bali. Nad cieśniną leżą porty Gilimanuk i Banyawang. U wybrzeży cieśniny występują rafy koralowe.